# Scarabaeus laevistriatus
Scarabaeus laevistriatus är en skalbaggsart som beskrevs av Leon Fairmaire 1893. Scarabaeus laevistriatus ingår i släktet Scarabaeus och familjen bladhorningar. Inga underarter finns listade i Catalogue of Life.